# Broget salvie
Broget salvie (Salvia sclarea) er en toårig plante med en vækst, som første år udelukkende består af en grundstillet bladroset, men andet år også af en stift opret, blomsterbærende stængel. Alle dele af planten indeholder en æterisk olie, som giver den en karakteristisk lugt, som begejstrer nogle, mens andre finder den afskyelig. Planten kaldes også muskatelsalvie eller skarlej eller skarlagen salvie

## Beskrivelse
Stænglen er firkantet og dækket af fine, grålige hår. Bladene i bladrosetten er stilkede og bredt ægformede, mens de  er modsatte og siddende med aftagende bredde op langs det blomstrende skud. Bladranden er bugtet-tandet, og oversiden er grågrøn og stærkt rynket, mens undersiden er grå af fine hår. 
Blomstringen sker i juni-juli, og den består dels af nogle hindeagtige, lyserøde højblade og dels de hvide, lyseblå eller lyst violette, uregelmæssige blomster. Blomsterne sidder i små bundter á 6-8 i store, åbne og endestillede toppe både på hovedskuddet og dets forgreninger. Frugterne er kapsler med nogle få, store frø.
Rodnettet er kraftigt og dybtgående. 
Højde x bredde og årlig tilvækst: 1,00 x 0,40 m (100 x 20 cm/år). Bladrosetten er dog kun 0,20 x 0,20 m.

## Hjemsted
Broget salvie er udbredt i Centralasien, Mellemøsten, Kaukasus, Lilleasien, Syd-, Sydøst- og Sydvesteuropa, hvor den er knyttet til lysåbne plantesamfund på ruderater og nyligt forstyrret jord. 
På bakkeskråninger i det indre Normandiet, hvor jorden er tør og kalkholdig, findes arten sammen med bl.a. agernigella, bukketorn, engletrompet, fennikel, rude, voldtimian, druekortlæbe, duskhyacint, europæisk heliotrop, farvekrap, farvevajd, gul læbeløs, knoldfladbælg, kornridderspore, kostfuglemælk, lægesalvie, middelhavsprydløg, opiumvalmue og ægte isop

## Anvendelse
Den æteriske olie bruges meget i aromaterapi. Olien opleves af mange som blomsteragtigt-sødlig, mens andre fornemmer den som høagtig eller som svedlugt. Det påstås, at den virker euforiserende, kønsligt stimulerende og opstrammende. Af samme grund bruges den ofte i parfumeindustrien.
I det 17. århundrede fremstillede man alkoholiske drikke, der var tilsmagt med olie fra broget salvie for at fremme den berusende virkning fra alkoholen.
Endnu i dag anvendes olien som aromastof i mange tobakssorter.
| Portal | Portal:Botanik |

## Note
1. ↑  Thierry Dutoit, Elise Buisson, Philip Roche og Didier Alard: Land use history and botanical changes in the calcareous hillsides of Upper-Normandy (engelsk)